# Plumb
Plumb, artiestennaam van Tiffany Arbuckle Lee (Indianapolis, Indiana, 9 maart 1975) is een Amerikaanse muziekartieste. Ze maakt muziek in verschillende genres zoals (christelijke) alternatieve muziek, pop- en elektronische muziek alsook dance.

## Geschiedenis

### Als groepslid
Plumb is opgegroeid in Atlanta (Georgia) en begon haar muziekcarrière als achtergrondzangeres. Haar tweede album, Candycoatedwaterdrops heeft de Dove Award van 2000 gewonnen voor "Modern Rock-'n-roll album van het jaar". Twee nummers van dit album zijn ook hits geworden in de uitvoering van andere artiesten: "Stranded" was een hit voor Jennifer Paige en "Damaged" was een grote danshit in 2003 in Groot-Brittannië voor Plummet.
De naam "Plumb" stond in eerst instantie voor de band waarin Tiffany zong. De band werd vernoemd naar het lied van Suzanne Vega, "My Favourite Plum". De eerste drie albums werden uitgebracht door Essential Records.

### Solocarrière
De eerste drie albums verkochten slecht in de ogen van Tiffany en daarom wilde ze stoppen, maar een paar uur voordat ze haar laatste concert zou geven, kreeg ze een bericht over "Damaged", een door haar geschreven song over een meisje dat probeerde te overleven nadat ze als kind was aangerand. Ze kreeg een briefje waarop stond "Wat je ook doet, ik wil dat je nooit vergeet dat je mijn leven hebt veranderd". Het briefje overtuigde Tiffany ervan dat ze toch iets kon betekenen voor haar publiek en dat het zin had om muziek te blijven maken. Ze kreeg een contract bij Curb Records als een soloartiest in 2003 en bracht het album Beautiful Lumps of Coal uit. Voordat ze haar contract bij Essential Records kon beëindigen moest ze haar afspraken nakomen. Daarom kwam het compilatiealbum The Best of Plumb in 2000 uit ondanks het feit dat ze nog maar twee albums had gemaakt. Het lied "Real", van Beautiful Lumps of Coal behaalde #41 in Groot-Brittannië.
Haar album Chaotic Resolve is in de Billboard Album Top 200 #177 geworden op 9 maart 2006. Better is #1 geworden op de Amerikaans Christelijke hitlijst. De door Bronleewe & Bose gemaakte remix van het "Cut" werd #1 op XM's dance hits kanaal BPM en #5 op het Billboards Dance Chart Hot Dance Airplay. In 2009 werd Beautiful History: A Hit Collection uitgebracht, met daarop 2 nieuwe songs, Hang On en Beautiful History.
Plumb's muziek wordt veel gebruikt in film soundtracks b.v.:Bruce Almighty, Just Married, View from the Top, Brokedown Palace, Drive Me Crazy, The Perfect Man en als muziek bij televisieseries zoals: (Dawson's Creek, Felicity, ER, Roswell High, The vampire diaries etc).
Andere artiesten zoals Michelle Branch, Kimberley Locke, en Mandy Moore hebben songs van haar opgenomen. Amy Lee van Evanescence vertelde ooit dat ze van Plumb veel inspiratie heeft gekregen.

### Discografie

#### Albums
- Plumb (1997)
- Candycoatedwaterdrops (1999)
- Beautiful Lumps of Coal (2003)
- Chaotic Resolve (2006)
- Chaotic Resolve Advance (2006)
- Chaotic Resolve Bonus Tracks (2006)
- Blink (2007)
- Need you now (2013)

#### Compilaties
- Best of Plumb (2000)
- Simply Plumb (2005)
- Beautiful History: A Hit Collection (2009)

#### Singles
- Real Life Fairytale (2006)

- Gemeinsame Normdatei: 135382351
- International Standard Name Identifier: 0000 0000 5549 9292
- Library of Congress Control Number: n2006042669
- MusicBrainz: 7840325d-75a2-4bf1-94b6-8be56ac7a387
- Virtual International Authority File: 9274425
- WorldCat: E39PBJmdxbyKwcpBbCbvpBp9Dq